# Peloton (brandweer)
Een brandweerpeloton is een organisatorische eenheid binnen de brandweer bij de bestrijding van brand of andere incidenten. Een peloton heeft een vastgestelde structuur en kan in principe zelfstandig opereren.
Bij de brandweer wordt opgeschaald naar de grootte van de brand. Indien er veel inzet nodig is, kan er opgeschaald worden naar pelotonsinzet. Bij een zeer grote brand worden er vier tankautospuiten naar de brand gestuurd. 
Bij brandbestrijding wordt indien noodzakelijk opgeschaald volgens het volgende model:
- kleine brand (1 tankautospuit);
- middelbrand (tweede tankautospuit en officier van dienst);
- grote brand (derde tankautospuit);
- zeer grote brand (vierde tankautospuit).

Een eerste peloton is dan operationeel. Indien er meer mensen en blusmiddelen nodig zijn wordt opgeschaald naar compagniesinzet. Hierbij komt een tweede peloton ter plaatse dat gelijk is uitgerust als het eerste, en daarnaast een ondersteuningspeloton.

## Inzet
De inzet van een brandweerpeloton is zeer ingewikkeld. Onder hectische omstandigheden moet een organisatie ingezet worden voor een incident dat van tevoren uiteraard niet voorspeld kan worden. Een peloton of compagnie is een standaard organisatievorm die flexibel genoeg is voor dit soort incidenten maar ook rigide genoeg is om samenhang te houden. 
De eenheden die nodig zijn, zijn van tevoren vastgesteld en dienen ook periodiek te oefenen op een dergelijke grote inzet.

## Samenstelling peloton

### Brandbestrijding
Een operationeel peloton voor brandbestrijding wordt gevormd door:
- 4 tankautospuiten (Ts) (Tas)
- 1 officier van dienst (OVD) (pelotonscommandant);
- 1 Verbindings- en Commandovoertuig (VC-3);
- 1 haakarmvoertuig;
- 1 dompelpomphaakarmbak (DPH) met 1000 meter 150 mm slang en een dompelpomp.

### Technische hulpverlening
Een operationeel peloton voor technische hulpverlening wordt gevormd door:
- 4 tankautospuiten (TS);
- 1 officier van dienst (OVD) (pelotonscommandant);
- 1 Verbindings- en Commandovoertuig (VC-3);
- 1 haakarmvoertuig;
- 1 haakarmbak  met basis-gereedschap voor technische hulpverlening;
- 1 Hulpverleningsvoertuig.

### Ondersteuning
Een ondersteuningspeloton wordt gevormd door:
- 1 tankautospuit;
- 1 aanhanger met een sterke dompelpomp;
- 2 haakarmvoertuigen;
- 1 Verbindings- en Commandovoertuig (VC-2);
- 1 commandohaakarmbak (COH) (al opgesteld bij opschaling naar grote brand);
- 1 vrachtwagen;
- 1 haakarmbak met 3 km 150 mm-slang (alleen bij brand);
- 1 haakarmbak met specialistisch gereedschap (alleen bij technische hulpverlening).
- 1 verzorgingshaakarmbak (optioneel, afhankelijk van regionaal beleid)